# The Best of Mercyful Fate
The Best of Mercyful Fate è un album di raccolta del gruppo heavy metal danese Mercyful Fate, pubblicato nel 2003.

## Tracce
1. Doomed by the Living Dead – 5:08
2. A Corpse Without Soul – 6:56
3. Nuns Have No Fun – 4:20
4. Evil – 4:45
5. Curse of the Pharaohs – 3:57
6. Into the Coven – 5:10
7. Black Funeral – 2:50
8. Satan's Fall – 11:23
9. A Dangerous Meeting – 5:11
10. Desecration of Souls – 4:55
11. Gypsy – 3:09
12. Come to the Sabbath – 5:19
13. Burning the Cross – 8:48
14. Return of the Vampire – 4:49

## Formazione
- King Diamond - voce, tastiere
- Hank Shermann - chitarra
- Michael Denner - chitarra
- Timi Hansen - basso
- Kim Duzz - batteria
- Benny Petersen - chitarra